# Francesco Maria Torrigio
Francesco Maria Torrigio (1580-1650)  fue un eclesiástico, erudito y escritor de Italia.

## Biografía
Torigio nació en Roma en 1580 y  bajo el papa de Urbano VIII fue nombrado canónigo de San Nicolás y escribió un gran números de obras y León Alacio (1586-1669), vicario general de Anglona y catedrático del colegio de los griegos en Roma y bibliotecario del Vaticano con Alejandro VII, en su trabajo Apes urbanæ, obra dedicada a la clasificación de todos los sabios que brillaron en Roma, menciona diecinueve creaciones de Torrigio.
La mayoría de las obras de Torrigio son memorias sobre la fundación de iglesias, martirio de santos, culto de imágenes, bibliografía de cardenales, catacumbas de Roma, un mármol sacado de las excavaciones en Roma en 1591 de un tal Ursus Togatus inventor de una pila vítrea o globo de cristal con las que jugó en las termas de Trajano, de un sobrino del papa de Julio III obra aumentada por el monje cisterciense docto en el hebreo y rabinos, Giulio Bartolocci (1613-1687), autor de Bibliotheca magna rabbinca, Romae, 1675-1694, 4 vols., relación de las cosas más sobresalientes debajo del Vaticano dando una colección más amplia F.L. Dionisi (-1789) en su obra Sacrarum Vaticanae, Romae, 1773,  etc.

## Obras
- Oratio B. Mariae, Roma, 1615.
- Notae ad vetusttissimam Ursi Togati, Roma, 1630, in-4º.
- Vita del cardinal Roberto de Nobili, Roma, 1632.
- Le sacre grotte vaticane,..., Roma, 1639, in-8º.
- De eminentiss. Cardinalibus scriptoribus, Roma, 1641.
- Historia del martirio di S. Teodoro soldato, Roma, 1643.
- I sacri trofei romani...., Roma, 1644.
- Historica narratione...., Roma, 1649.